# Tor Brenning
Tor Brenning, född Jansson den 22 oktober 1903 i Uleåborg, död den 19 februari 1983 i Mariehamn, var Ålands landshövding 1954–1972. Han var medlem av Ålands landsting (nu Ålands lagting) åren 1938–1951, från 1945 som förste vicetalman, samt vd för Ålands aktiebank 1938–1953.